# حروب الهند الصينية

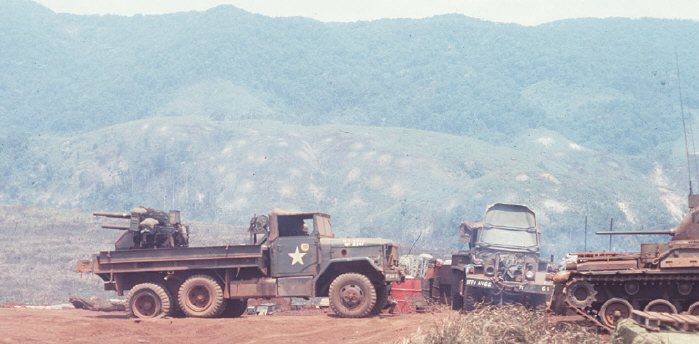
المعدات العسكرية الأمريكية خلال حرب فيتنام

كانت حروب الهند الصينية سلسلة من الحروب التي وقعت في جنوب آسيا من عام 1945 وحتى 1991، وذلك بين قوات الهند الصينية الشيوعية ضد الفرنسيين بشكل أساسي، بالإضافة إلى الفيتناميين الجنوبيين والأمريكيين والكمبوديين واللاوسين والقوات الصينية. يشير مصطلح «الهند الصينية» في الأصل إلى الهند الصينية الفرنسية، والتي تضم اليوم دول فيتنام ولاوس وكمبوديا. يُطبق المصطلح في الاستخدام الحالي على المنطقة الجغرافية بدلًا من المنطقة البقعة السياسية. شملت الحروب:
- حرب الهند الصينية الأولى (أُطلق عليها اسم حرب الهند الصينية في فرنسا، والحرب الفرنسية في فيتنام) بدأت بعد نهاية الحرب العالمية الثانية عام 1945 واستمرت حتى الهزيمة الفرنسية عام 1954. بعد حملة طويلة من المقاومة ضد الفرنسيين واليابانيين، ادعت قوات فيت مين (اختصار لعبارة «اتحاد استقلال فيتنام») الانتصار (في ثورة أغسطس) بعد استسلام اليابانيين وقوات فيشي الفرنسية في الشمال في أغسطس 1945. في حرب فيتنام (1945-1946)، احتلت القوات البريطانية الجنوب مؤقتًا، بدايةً من 13 سبتمبر 1945، فقط لاسترجاع السيطرة الاستعمارية الفرنسية عام 1946. طالبت فرنسا باسترجاع مستعمرة الهند الصينية السابقة الخاصة بها، وذلك في الأمم المتحدة وعبر تحالفها مع المملكة المتحدة والولايات المتحدة قبل الموافقة على المشاركة في تحالف الناتو (الذي تأسس عام 1949) لمواجهة التوسع السوفيتي ما وراء بلدان حلف وارسو (الذي تأسس عام 1955) خلال الحرب الباردة. استمر شيوعيو ووطنيو اتحاد استقلال فيتنام، الذين دعمهم الحلفاء خلال الحرب، بالقتال ضد الفرنسيين بدعم من الصين والاتحاد السوفيتي، ما أجبر الفرنسيين المدعومين من طرف الناتو على الخروج من الهند الصينية في نهاية المطاف.
- حرب الهند الصينية الثانية (أُطلق عليها اسم حرب فيتنام في الغرب، أو الحرب الأمريكية في فيتنام) بدأت كصراع بين الحكومة الفيتنامية المدعومة من قِبل الولايات المتحدة وبين معارضيها، الذين كانوا كل من فيتناميي فيت كونغ (الجبهة الوطنية لتحرير جنوب فيتنام) الشيوعيين المتمركزين في فيتنام وجيش فيتنام الشعبي المعروف في الغرب بجيش الجنوب الفيتنامي. بدأ الصراع عام 1955 واستمر حتى 1957 حين غزا جيش الجنوب الفيتنامي شمال فيتنام. دعمت الولايات المتحدة، التي دعمت الفرنسيين سابقًا خلال حرب الهند الصينية الأولى، حكومة جنوب فيتنام في وجه جبهة التحرير الوطنية وجيش الجنوب الفيتنامي المدعوم من قِبل الشيوعيين. استفاد الشمال من الدعم العسكري والمالي من الصين والاتحاد السوفيتي، الذين يُعتبرون أعضاء التكتل الشيوعي. اندلع القتال أيضًا خلال هذه الفترة في كمبوديا بين الحكومة التي تدعمها الولايات المتحدة، وجيش الجنوب الفيتنامي، وحزب الخمير الحمر الذي يدعمه الشيوعيين (فيما عُرف بالحرب المدنية الكمبودية 1968-1975) وفي لاوس بين الحكومة التي تدعمها الولايات المتحدة، وجيش الجنوب الفيتنامي، وتنظيم الباثت لاو الذي يدعمه الشيوعيين (فيما عُرف بالحرب المدنية اللاوسية أو الحرب السرية 1959-1975).
- حرب الهند الصينية الثالثة، وكانت فترة صراع مستمر بعد حرب فيتنام، جرت فيها حروب عدة، هي:
- الحرب الكبمودية الفيتنامية التي بدأت حين غزت فيتنام كمبوديا وأنهت نظام الإبادة الجماعية لحزب الخمير الحمر. استمرت الحرب من مايو 1975 حتى ديسمبر 1989.
- الحرب الفيتنامية الصينية، وكانت حربًا قصيرة اندلعت في فبراير ومارس عام 1979 بين جمهورية الصين الشعبية وجمهورية فيتنام الاشتراكية. أطلق الصينيون حملة عقابية انتقامًا للغزو الفيتنامي لكمبوديا، وانسحبوا بعد شهر إلى حدود ما قبل الحرب. استمرت المناوشات على طول الحدود حتى عام 1990.
- بعد انتصار باثيت لاو، استمر تمرد مناهض للشيوعية في لاوس حتى استسلام معظم متمردي الهمونغ عام 2007، على الرغم من بقاء بعض خلايا المقاومة النشطة. خاضت تايلاند، التي دعمت متمردي لاو، وكذلك القوات المعادية للفيتناميين في حرب الهند الصينية الثالثة، مناوشات قليلة مع فيتنام عام 1984، وصراع قصير مع لاوس عام 1987.
- تمرد فولرو ضد فيتنام – الجبهة المتحدة لتحرير الأجناس المضطهدة.
- حارب الحزب الشيوعي التايلاندي تمردًا من عام 1965 وحتى 1989. تلقوا دعمًا من لاوس وفيتنام من عام 1975 وحتى 1979، لكنهم أُخرجوا من قواعدهم وفقدوا معظم خطوط إمدادهم بعد أن وقفوا بجانب قوات التحالف الكمبودية الصينية، بدلًا من النظامين الفيتنامي واللاوسي المؤيدين للاتحاد السوفيتي.

## الهند الصينية الفرنسية
كان الاستعمار والاحتلال الفرنسي نتيجةً للتنصير خلال القرن السادس عشر، والذي أدى لجعل الكاثوليك أقلية متشكلة. في حين تسامح جيا لونغ مع الكاثوليكية، كان خلفاؤه كونفوشيون أرثوذكس ومعجبون بالثقافة الصينية القديمة. منعوا التبشير الكاثوليكي، إذ لطالما كان الذراع الديني للاستعمار وقاوموا المحاولات الأوروبية والأمريكية لتأسيس مراكز تجارية استعمارية، والتي حاولت فرنسا فرضها ضد قوانين البلاد. اعتُبرت هذه المحاولات «استفزازية» من قِبل القوى الاستعمارية.
قادت السياسة الكونفوشية الانعزالية الفيتناميين لرفض الحداثة الصناعية. في أغسطس 1858، أمر نابليون الثالث بإنزال القوات الفرنسية في توران (دا نانغ اليوم)، لبدء احتلال استعماري استمر قرنًا من الزمن. مع حلول عام 1884، أطبقت فرنسا سيطرتها على البلاد، والتي تشكل القسم الأعظمي من الهند الصينية. تطلب الأمر قرابة القرن من الفيتناميين للتخلص من النفوذ الاستعماري الأخير في البلاد.

## الهند الصينية خلال الحرب العالمية الثانية
كان هناك تهديد مستمر للمقاومة المحلية بدأ مع هام نغي ثم مع فان دين فونغ وفان بوي تشاو وأخيرًا مع هو تشي مين، الذي عاد إلى فيتنام من فرنسا للمساعدة بإقامة تحالف استقلال وطني فيتنامي عام 1941. كان العضو التأسيسي بالحزب الشيوعي الفرنسي، هو تشي مين، قد قطع الوصال بروابطه الشيوعية وحلّ الحزب الشيوعي الهندي في سبيل توحيد البلاد. تسببت المجاعة الفيتنامية بوفاة مليوني شخص حين اندلعت عام 1945. بعد أن استمرت الإدارة الاستعمارية الفرنسية واليابانية بتصدير الغذاء إلى فرنسا لدعم اقتصاد ما بعد الحرب، نظم اتحاد استقلال فيتنام جهودًا إغاثية ضخمة، ما عزز الدعم الشعبي لقضيتهم الوطنية. انتُخب هو تشي مين كرئيس وزراء لاتحاد استقلال فيتنام عام 1945.
حين انتهت الحرب العالمية الثانية، طردت ثورة أغسطس الجيش الاستعماري الياباني وسلمت قيادة البلاد لاتحاد الاستقلال فيتنام. استسلم اليابانيون للوطنيين للصينيين في شمال فيتنام. تنازل الإمبراطور باو داي عن السلطة لاتحاد استقلال فيتنام في 25 أغسطس 1945. في حركة مألوفة، نصّب هو تشي مين الإمبراطور السابق باو داي في منصب «المستشار الأعلى» للحكومة التي يقودها اتحاد استقلال فيتنام في هانوي، والتي أكدت استقلالها في 2 سبتمبر تحت اسم جمهورية فيتنام الديمقراطية وأصدرت إعلان استقلال جمهورية فيتنام الديمقراطية. سنّت فيتنام دستورها الأول عام 1946.
في عام 1948، حاولت فرنسا استعادة سيطرتها الاستعمارية على فيتنام. استسلم اليابانيون للقوات البريطانية، والتي دعمت فرنسا الحرة في قتالها ضد اتحاد استقلال فيتنام، بالإضافة إلى الطوائف الكاو دائية والهوا هاو الدينية وجماعة بين زوين الإجرامية المنظمة. أعاد الفرنسيون تعيين باو داي على رأس دولة فيتنام، والتي أصبحت تتألف الآن من فيتنام الوسطى والجنوبية. تُعرف الحرب التي تلت ذلك، والتي اندلعت بين الجنوب الذي يسيطر عليه الفرنسيون والشمال المستقل المتحالف مع الشيوعيين، باسم حرب الهند الصينية الأولى. انتهت تلك الحرب بهزيمة مدوية للقوات المستعمرة الفرنسية (الفِرق المستعمِرة) على يد الجيش الشعبي الفيتنامي في ديان بيان فو.